# Emilia Dannbäck
Emilia Dannbäck, född 1 september 2005, är en finsk fotbollsspelare som spelar för AIK.

## Karriär
Emilia Dannbäck värvades till AIK under sommaren 2025 på ett 2,5 år långt kontrakt. Dannbäck presenterades som en långsiktig satsning från klubben, men sportchefen i AIK underströk också att han förväntade sig att Dannbäck skulle kunna göra avtryck även på kort sikt. Emilia Dannbäck hade innan AIK spelat några år i Ungern, dit hon gick redan som 17-åring. Hon har även flertalet landskamper i finska ungdomslandslag.